# Major Ridge

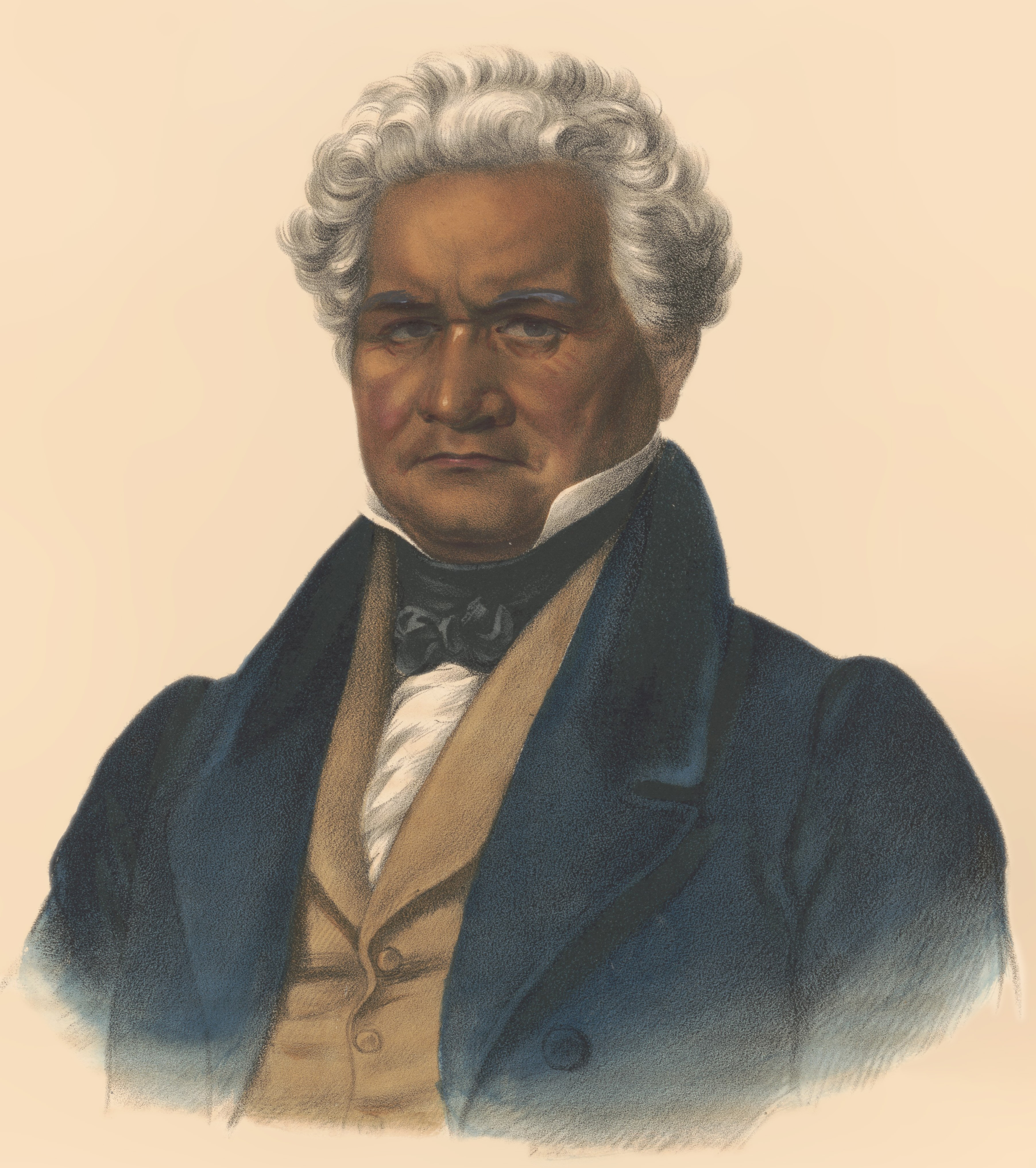
Major Ridge, gezeichnet von Charles Bird King (1834)

Major Ridge (* um 1771 in Great Hiwassee, Tennessee; † 22. Juni 1839 in Oklahoma), der auch unter dem Namen Pathkiller II bekannt war, war ein Krieger und bedeutender Häuptling des indianischen Volkes der Cherokee. Gemeinsam mit Charles R. Hicks wurde er von James Vann protegiert, diese drei Männer werden auch als das „Cherokee-Triumvirat“ bezeichnet. Ridge war einer der Unterzeichner des Vertrags von New Echota und Anführer der sogenannten „Treaty Party“, die die Indianer-Umsiedlung ins Indianer-Territorium befürwortete.

## Abstammung und Namensgebung
Ridge wurde im Cherokee-Dorf Great Hiwassee am Ufer des Hiwassee River im heutigen Tennessee als Mitglied des „Deer Clan“ geboren. Sein Vater war Tatsi, andere Schreibweise Dutsi, von dem ausgegangen wird, dass er zuvor den Namen Aganstata trug, allerdings ein verbreiteter Name unter den Cherokee. Ridges Großvater war ein Schotte aus den Highlands, somit hatte Ridge wie viele seiner Stammesmitglieder teilweise europäische Vorfahren.
Die längste Zeit in seinem Leben trug Ridge den Namen Ganundalegi (cherokee für „Der Mann, der auf dem Gipfel des Berges geht“), andere Schreibweisen Ca-Nun-Tah-Cla-Kee, Ca-Nun-Ta-Cla-Gee und Ka-Nun-Tah-Kla-Gee. Bis zum Ende des Chickamaugakrieges wurde er Nunnehidihi genannt, das so viel bedeutet wie „Der, der die Feinde auf seinem Weg tötet“, das ins Englische als Pathkiller übersetzt wurde. Ein weiterer bekannter Häuptling trägt ebenfalls diesen Namen, Ridge wird deswegen auch als „Pathkiller II“ bezeichnet.

## Krieger der Cherokee
Während der Kriege nahm er an den Angriffen auf Gillespie’s Station und den Überfällen Watts auf die Lager am Flint River im Winter 1788/1789, am Angriff auf Buchanan’s Station 1792 und den Feldzug gegen die Siedlungen in Ost Tennessee im Jahre 1793 teil, die mit dem Massaker in Cavett’s Station in Etowah endeten und als „Schlacht von Hightower“ bekannt wurde. Vor dem Feldzug 1793 war er an einer Serie von Überfällen beteiligt, die dem Zweck dienten, Pferde aus den Siedlungen am Holston River zu stehlen, und die zwei Todesopfer forderten. Die anschließende Verfolgung seiner Truppe endete in Coyatee unweit der Mündung des Little Tennessee River mit dem Tod und der Verwundung einer Reihe führender Cherokee, darunter auch Hanging Maw, dem Häuptling der Overhillsiedlungen, durch die Verfolger.
Nach dem Krieg änderte er seinen Namen in „The Ridge“ (engl. für Berggrat), den Titel „Major“ erhielt er 1814, als er die Cherokee unter Andrew Jackson in der Schlacht am Horseshoe Bend im Creekkrieg anführte. Er unterstützte Jackson auch während des Ersten Seminolenkrieges in seinem Kampf gegen die Seminolen. Nach dem Krieg ließ er sich in Rome, Georgia nieder und heiratete um 1800 Sehoyah, deren englischer Name Susannah Catherine Wickett lautete, die Tochter Ar-tah-ku-ni-sti-sky und Kate Parris. Er wurde zu einem wohlhabenden Plantagenbesitzer und Sklavenhalter. Sein ehemaliges Wohnhaus in Rome ist seit 1971 Museum und wurde unter dem Namen „Chieftains (Major Ridge Home)“ 1973 als National Historic Landmark der Vereinigten Staaten geschützt.

## Vertreibung der Cherokee
Ridge war lange Zeit Gegner der von der Regierung der Vereinigten Staaten propagierten Umsiedlung der Indianer in das Indianer-Territorium im Westen. Der Landhunger der weißen Siedler und die zunehmende Unterdrückung der Cherokee durch die Regierung Georgias änderten seine Meinung hierzu. Major Ridge kam, beeinflusst durch seinen Sohn John Ridge, zu der Ansicht, der beste Weg die Nation der Cherokee zu erhalten, sei frühzeitig Verhandlungen mit der Regierung aufzunehmen und das Stammesland zu guten Bedingungen loszuschlagen, ehe es zu spät sei.
Am 22. Dezember 1835 gehörte Ridge zu den Unterzeichnern des Vertrags von New Echota, der das östlich vom Mississippi River gelegene Land der Cherokee gegen neue Siedlungsgebiete im heutigen Oklahoma eintauschte. Der Vertrag wurde von John Ross, einem bedeutenden Anführer und Gegner der Umsiedlung, und der Mehrheit des Rates der Cherokee in der Stammes-Hauptstadt New Echota sowie von der Bevölkerung abgelehnt. Der Vertrag wurde trotz deren Widerspruch vom Senat der Vereinigten Staaten ratifiziert.
Kurz nach der Unterzeichnung des Vertrages emigrierte Ridge mit seiner Familie und den Anhängern der Treaty Party in den Westen. Die Cherokee, die nicht umsiedeln wollten, wurden nach den Bedingungen des Vertrages gewaltsam zusammengetrieben und 1838 im Pfad der Tränen deportiert.

## Ermordung Ridges
Im Westen wurden Ridge und die anderen Unterzeichner des Vertrages von Ross und seinen Anhängern als Verursacher der großen Verluste im Rahmen des Pfades der Tränen gesehen. Im Juni 1839 wurden Ridge, sein Sohn John und sein Neffe Elias Boudinot von den Anhängern John Ross’ ermordet. Ridges Neffe Stand Watie, der spätere General der Konföderierten während des Sezessionskriegs, sollte ebenfalls getötet werden. Er entkam jedoch und diente nach Rückzug John Ross’ und der Loyalisten als oberster Führer der Nation der Cherokee Nation.
Ridge und sein Sohn wurden im Polson Friedhof in Delaware County, Oklahoma beerdigt.